# Route nationale 418
Die Route nationale 418, kurz N 418 oder RN 418, war eine französische Nationalstraße, die von einer Straßenkreuzung mit der Nationalstraße 53 in Thionville zur Grenze nach Deutschland bei Ittersdorf führte. 1973 wurde die Straße zu einer Departementstraße umgewidmet und trägt seitdem die Bezeichnung D 918. Die Nationalstraße lag komplett im Département Moselle und hatte eine Länge von 40 Kilometern.